# Оливник візаянський
Оли́вник візаянський (Hypsipetes guimarasensis) — вид горобцеподібних птахів родини бюльбюлевих (Pycnonotidae). Ендемік Філіппін. До 2010 року вважалися підвидом рудоволого оливника.

## Поширення і екологія
Візаянські оливники мешкають на західних Вісайських островах, зокрема на островах Гуймарас, Масбате, Панай і Негрос. Вони живуть в рівнинних і гірських тропічних лісах. Зустрічаються на висоті до 2000 м над рівнем моря.